# 黑胡椒蟹
黑胡椒蟹，是一道與辣椒蟹齊名的新加坡菜色，由长堤海鲜楼於1959年所創。

## 作法
將螃蟹斬塊快炒3分鐘，再加入以黑胡椒、花雕酒、老抽、蠔油、麻油等多種配料调製而成的酱汁焖5分鐘，上碟前放入香葱即可食用。